# Epidendrum costatum
Epidendrum costatum är en orkidéart som beskrevs av Achille Richard och Henri Guillaume Galeotti. Epidendrum costatum ingår i släktet Epidendrum och familjen orkidéer. Inga underarter finns listade i Catalogue of Life.